# Manko
Termín manko se používá pro stav, kdy je fyzická inventura nižší než účetní. V tom případě vzniká záporný rozdíl a škoda.
Mohou vzniknout dva typy manka:
1. V normě – počítá se z objemu výdeje suroviny či zboží. Není způsobená chybou zaměstnance.
2. Nad normou – zodpovědnost nese odpovědná osoba, která musí zaměstnavateli tento rozdíl zaplatit. Zaměstnavatel má právo strhnout z platu zaměstnanci až 4,5 násobek průměrné mzdy, musí mu však ponechat životní minimum. Toto však neplatí, pokud zaměstnanec má uzavřenu hmotnou odpovědnost. Pak hradí celou škodu.

## Přenesený význam
Slovo má ale i své přenesené významy, kdy vyjadřuje něco, co někde schází nebo i zcela chybí. Vyjadřuje tedy obvykle výpadek něčeho (kupříkladu: tréninkové manko apod.).